# Kishō Kurokawa
 (novembre 2021).
Si vous disposez d'ouvrages ou d'articles de référence ou si vous connaissez des sites web de qualité traitant du thème abordé ici, merci de compléter l'article en donnant les références utiles à sa vérifiabilité et en les liant à la section « Notes et références ».
Pour les articles homonymes, voir Kurokawa (homonymie).
Kishō Kurokawa (黒川紀章, Kurokawa Kishō), né le 8 avril 1934 à Nagoya et mort le 12 octobre 2007 à Tokyo, est un architecte japonais et un des fondateurs du mouvement dit du « métabolisme ».

## Biographie
Kishō Kurokawa étudie l'architecture à l'université de Kyoto, obtenant une maîtrise en 1959 et un doctorat en 1964, sous la direction de Kenzō Tange.
Il fait partie, avec les architectes Kenzō Tange et Kiyonori Kikutake et le critique d'architecture Noboru Kawazoe (ja), des fondateurs du mouvement du « métabolisme » en 1960 lors de la World Design Conference qui se tient à Tokyo. C'était un mouvement japonais radical d'avant-garde prônant la refondation des  modèles d'architecture autour d'une philosophie asiatique. 

Musée d'art moderne de Wakayama.

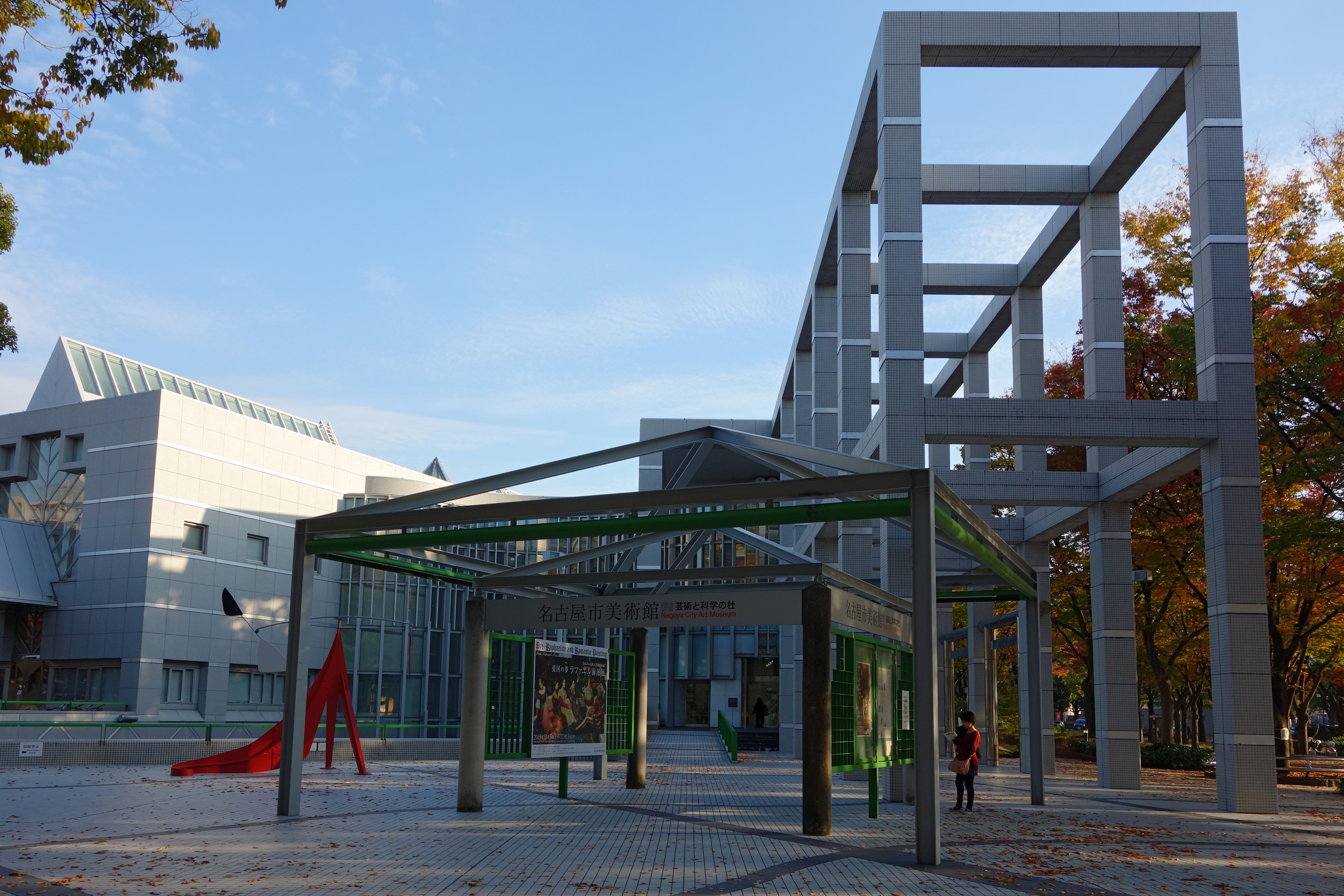
Entrée du musée municipal d'art de Nagoya.

Ils font parler d'eux en publiant des manifestes et des projets spectaculaires. Leur approche architectonique associe l'attitude techniciste du New Brutalism à l'idée d'une architecture inspirée des processus biologiques. Leurs projets urbanistiques souvent utopiques sont à l'image de la structure hélicoïdale de l'ADN, des agrégats associatifs de mégastructures primaires et de modules pouvant notamment se remplacer au gré des besoins.
L'Exposition universelle d'Osaka, en 1970, a été l'apogée de ce mouvement. Cependant, ce groupe s'est dispersé peu après.
Kurokawa est le fondateur et le président du cabinet Kisho Kurokawa et associés, fondé en avril 1962. Le cabinet a son siège social à Tokyo, et des succursales à Osaka, à Nagoya, au Kazakhstan, à Kuala Lumpur (Malaisie), et à Pékin.
Kishō Kurokawa meurt le 12 octobre 2007 d'une insuffisance cardiaque, au Tokyo Women's Medical University Hospital.

## Principales réalisations

### Années 1970
- Nakagin Capsule Tower (Ginza, Tokyo, Japon 1970-1972)
- Tour Sony (Osaka, Japon, 1972-1976)
- Planétarium Tateshina (Hiroshima, Japon, 1976)
- Siège de la Croix-Rouge japonaise (Tokyo, Japon, 1975-1977)
- Musée national d'ethnologie (Osaka, Japon, 1973-1977)
- Capsule Inn Osaka (Osaka, Japon, 1979), premier hôtel capsule

### Années 1980

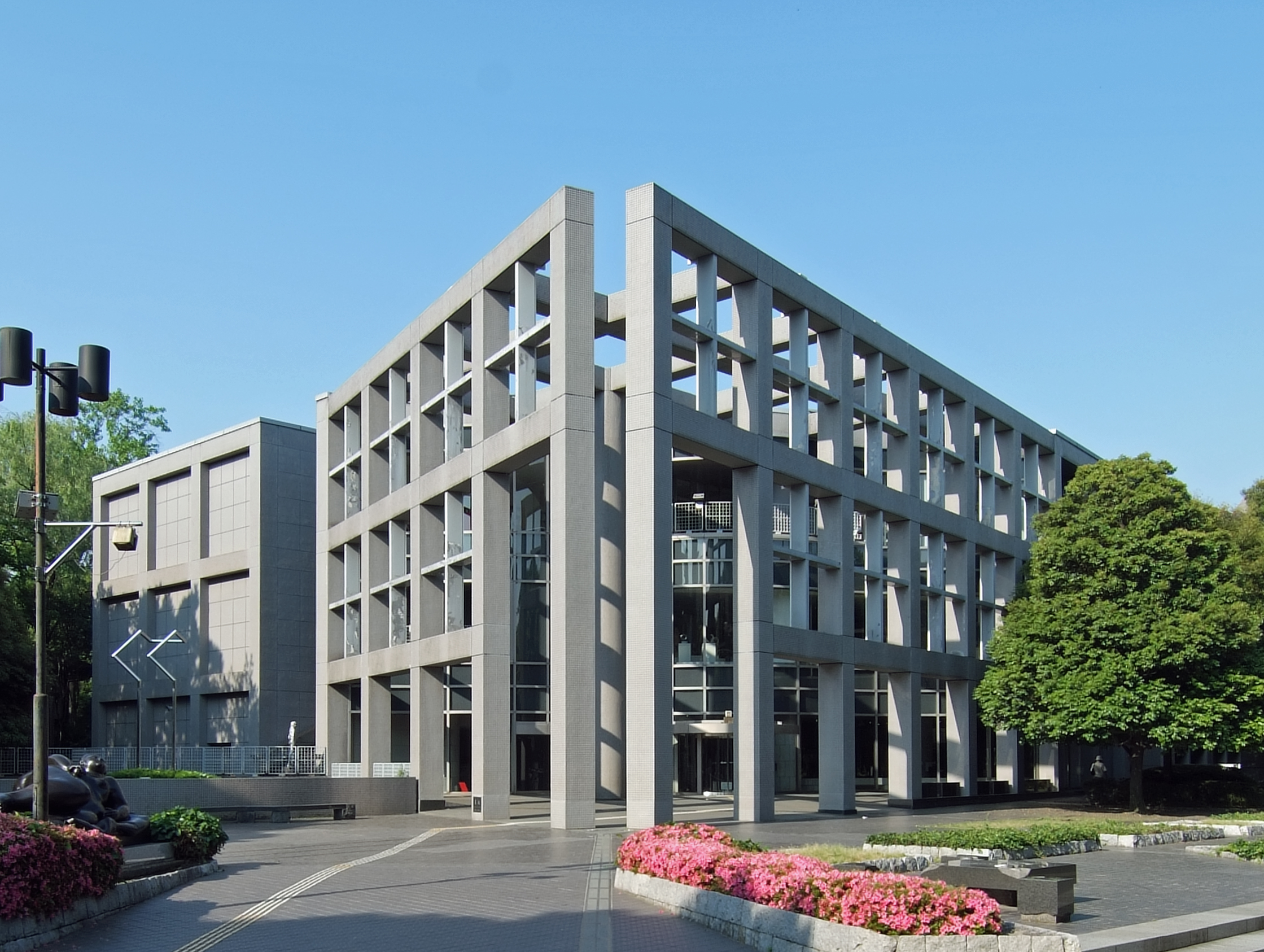
Musée préfectoral d'art moderne, Saitama

- Musée préfectoral d'art moderne (Saitama, 1978-1982)
- Théâtre national de bunraku (spectacle de marionnettes) (Ōsaka, 1979-1983)
- Immeuble Wacoal Kojimachi (Tokyo, 1982-1984)
- Chokaso (Tokyo, Japon, 1985-1987)
- Musée d'art municipal de Nagoya (Japon, 1983-1987)
- Centre des relations nippo-allemandes de Berlin (Japanisch-Deutschen Zentrum Berlin) (Berlin,  1985-1988)
- Bureaux de la préfecture d'Ōsaka (Japon, 1988)
- Musée municipal d'art contemporain d'Hiroshima (Japon, 1988-1989)

### Années 1990
- Centre sino-japonais des jeunes de Pékin (Chine, 1987-1990)
- Siège du gouvernement préfectoral d'Okinawa (Okinawa, Japon, 1988-1990)
- The Sporting Club de l'Illinois Center (Chicago, États-Unis, 1987-1990)
- Melbourne Central Shopping Centre, modifié, en 2005, par le cabinet Ashton Raggatt McDougall (en) (Melbourne, Australie, 1986-1991)
- Immeuble de bureaux Miki House (Ōsaka, Japon, 1985-1991)
- Musée municipal de photographie de Nara (Japon, 1989-1991)
- Musée de Louvain-la-Neuve (Belgique, 1990-1992)
- Tour Pacific (Paris, quartier de la Défense, 1988-1992)
- Wheelock Place (Singapour, 1990-1993)
- Senkantei (Hyōgo, Japon, 1992-1993)
- Musée de la science d'Ehime (préfecture d'Ehime, Japon, 1991-1994)
- Ishibashi Junior High School (préfecture de Tochigi, Japon, 1992-1994)
- Musée d'art moderne de Wakayama (Japon, 1990-1994)
- Republic Plaza (Singapour, 1986-1995)
- Softopia Japan (Ōgaki, préfecture de Gifu, Japon, 1990-1996)
- Hôtel de ville Kashima-machi (Kumamoto, Japon, 1995-1997)
- Shiga Kogen Roman Art Museum (Yamanouchi, Japon, 1994-1997)
- Aéroport international de Kuala Lumpur (Kuala Lumpur, Malaisie, 1992-1998)
- Nouvelle aile du musée Van Gogh d'Amsterdam (Pays-Bas, 1990-1998)

### Années 2000

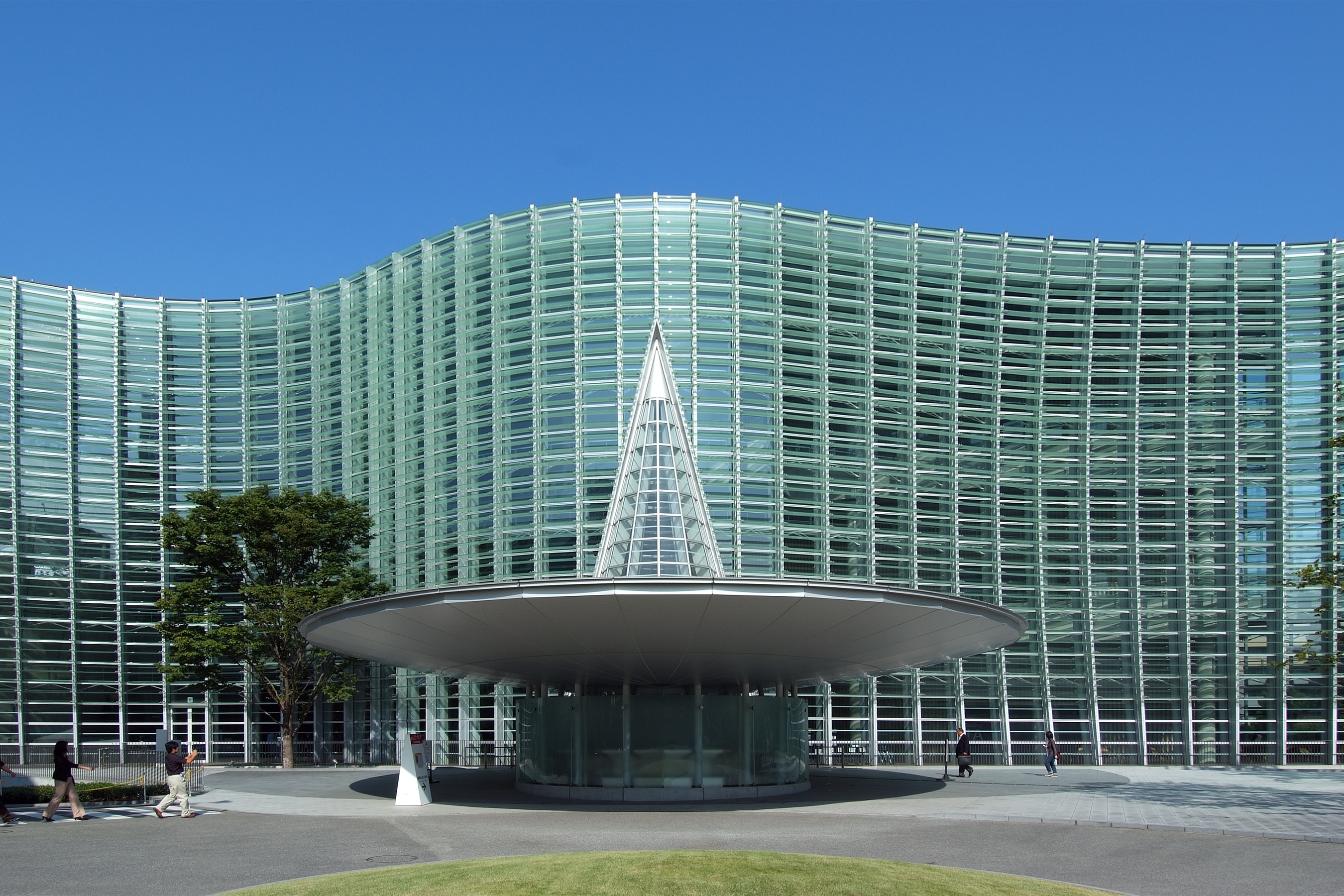
Centre national d'art, Tokyo (2007)

- Musée préfectoral des dinosaures de Fukui (Katsuyama, Japon, 1996-2000)
- Centre international de conventions d'Osaka (Japon, 1994-2000)
- Stade d'Ōita, construit pour la Coupe du monde de football de 2002 (Japon, 1996-2001)
- Toyota City Stadium (Toyota City, Japon, 1997-2001)
- Aéroport international d'Astana (Kazakhstan 2000-2003)
- Galerie nationale de Tokyo (quartier de Roppongi, Tokyo, 2000-2005)
- Conception générale de la nouvelle capitale du Kazakhstan (Astana, Kazakhstan)
- Musée d'Art Moderne De Tokyo (jAPON 2007)

## Élection du gouverneur de Tokyo et élections sénatoriales japonaises de 2007
Le 22 février 2007, Kishō Kurokawa déclare sa candidature à l'élection du gouverneur de Tokyo du 8 avril 2007. Il obtient 2,86 % des voix, soit 159 126 électeurs, le plaçant en 4e position. Kurokawa présente sa candidature aux élections sénatoriales japonaises du 29 juillet 2007 dans la circonscription électorale de Tokyo. Il obtient 1,16％ le 29 juillet, soit 70 275 électeurs, le plaçant en 11e position, et n'est pas élu.